# Cirueña
Cirueña település Spanyolországban, La Rioja autonóm közösségben. Cirueña Bañares és Alesanco községekkel határos. Lakosainak száma 193 fő (2024).

## Népesség
A település népessége az elmúlt években az alábbi módon változott:
| Lakosok száma | 127  | 115  | 130  | 132  | 128  | 134  | 139  | 153  | 194  | 193  |
|               | 2001 | 2004 | 2007 | 2009 | 2012 | 2014 | 2017 | 2019 | 2022 | 2024 |